# 1967 Stock (métro de Londres)
 (octobre 2016).
Si vous disposez d'ouvrages ou d'articles de référence ou si vous connaissez des sites web de qualité traitant du thème abordé ici, merci de compléter l'article en donnant les références utiles à sa vérifiabilité et en les liant à la section « Notes et références ».

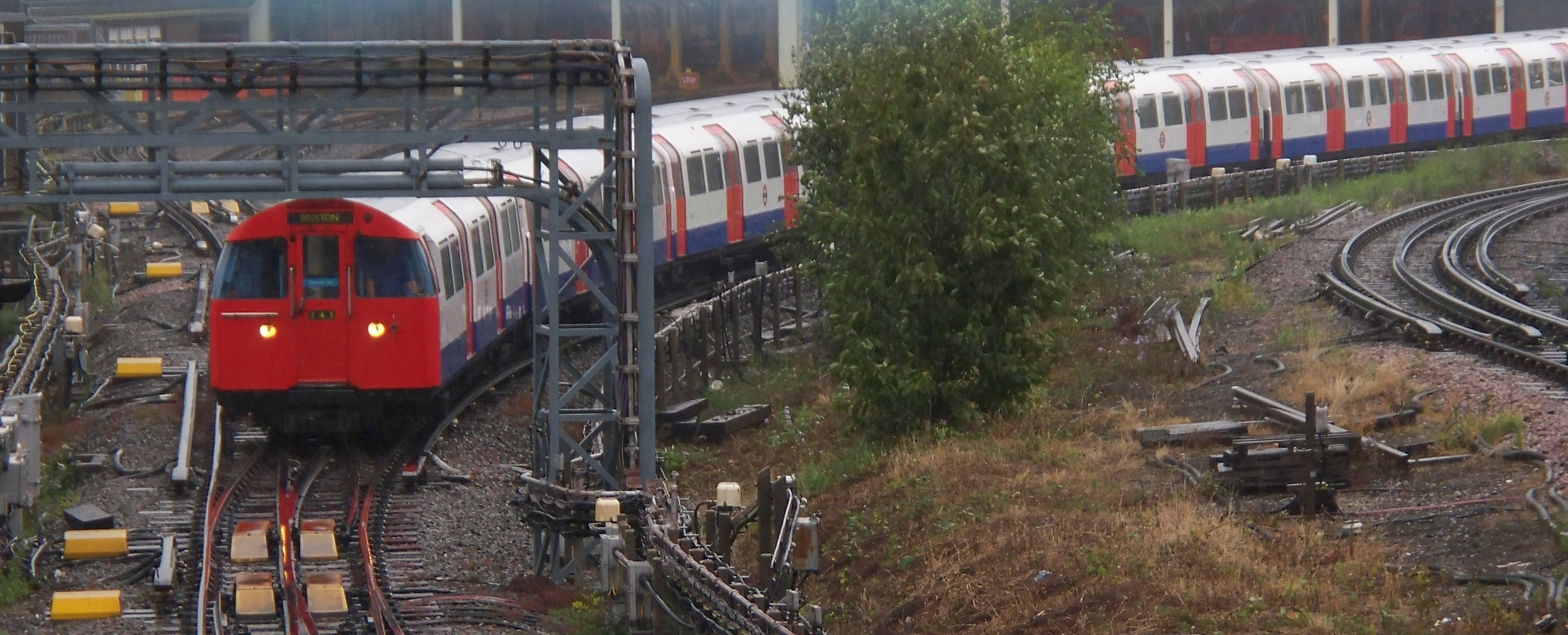
Un train, type 1967 Stock, quitte le dépôt de Northumberland Park.

Les 1967 Stock sont d'anciennes rames du métro de Londres. Quarante-trois rames ont été commandées par Transport for London à Metro-Cammel, pour l'inauguration de la Victoria Line. Elles furent remplacées par de nouvelles rames 2009 Stock, le dernier train ayant été réformé le 30 juin 2011. Leur design préfigura celui des 1972 et 1973 Stock.

## Histoire
Les 1967 Stock furent les premières rames automatiques au monde, faisant de la Victoria Line la première ligne de métro automatique au monde[réf. nécessaire]. Un conducteur était néanmoins toujours présent en cabine pour démarrer la rame à chaque station et pouvoir réagir en cas de danger. Le conducteur s'occupait aussi de l'ouverture et de la fermeture des portes. Les manœuvres dans le dépôt s'effectuaient en conduite manuelle.